# Gambarogno
Gambarogno is een gemeente in het Zwitserse kanton Ticino, en maakt deel uit van het district Locarno. Gambarogno telt 5.073 inwoners.

## Geschiedenis
De gemeente is op 20 april 2008 ontstaan door de fusie van de toenmalige zelfstandige gemeenten Caviano, Contone, Gerra, Indemini, Magadino, Piazzogna, San Nazzaro, Sant'Abbondio en Vira.
Ascona · Brione sopra Minusio · Brissago · Centovalli · Cugnasco-Gerra · Gambarogno · Gordola · Lavertezzo · Locarno · Losone · Mergoscia · Minusio · Muralto · Onsernone · Orselina · Ronco sopra Ascona · San Nazzaro · Tenero-Contra · Terre di Pedemonte · Verzasca
- Gemeinsame Normdatei: 4591463-1
- Historisch woordenboek van Zwitserland: 050188
- Virtual International Authority File: 237007025